# Asota cincta
Asota cincta är en fjärilsart som beskrevs av Rothschild 1897. Asota cincta ingår i släktet Asota och familjen nattflyn. Inga underarter finns listade i Catalogue of Life.